# Maracás (calciatore)
Jóbson de Brito Gonzaga, meglio noto come Maracás (Itiruçu, 27 aprile 1994), è un calciatore brasiliano, difensore del Moreirense.

## Caratteristiche tecniche
È un difensore centrale.

## Carriera
Dopo aver militato nelle serie inferiori del calcio brasiliano, nel 2019 si è trasferito in Portogallo firmato per il Paços Ferreira. Ha esordito in Primeira Liga il 10 agosto 2019 disputando l'incontro perso 5-0 contro il Benfica.